# Europäische Kommission für Menschenrechte
Die Europäische Kommission für Menschenrechte (EKMR) war ein Organ des Europarats und sollte die Einhaltung und Durchsetzung der Europäischen Menschenrechtskonvention (EMRK) sichern. Sie wurde 1954 in Straßburg errichtet und hatte dort bis zu ihrer Auflösung 1998 ihren Sitz. 

## Organisation
Das ursprüngliche System hatte drei Kontrollorgane zum Schutz der in der EMRK gewährleisteten Rechte eingesetzt: die Europäische Kommission für Menschenrechte, den Europäischen Gerichtshof für Menschenrechte (EGMR) und das Ministerkomitee des Europarates, das sich aus den Außenministern der Mitgliedsstaaten zusammensetzt.
Von der Kommission wurden zwei Verfahrensarten durchgeführt: die Staatenbeschwerde und die Individualbeschwerde.
Bei der Staatenbeschwerde, der sich die Mitgliedstaaten obligatorisch unterwerfen mussten, war das Verfahren bei der Kommission dem Gerichtsverfahren vor dem EGMR vorgeschaltet.
Das Individualbeschwerdeverfahren, für welche die Mitgliedstaaten die Zuständigkeit der Kommission zunächst anerkennen mussten, war hingegen nur vor der Menschenrechtskommission zugelassen und konnte nicht in eine Individualklage vor dem EGMR übergehen. Das Recht zur Klageerhebung stand nur der Kommission, dem Mitgliedstaat, dessen Staatsangehöriger der Verletzte war, dem beschwerdeführenden Mitgliedstaat und dem Mitgliedstaat, der Beschwerdegegner war, zu.
Hatte die Kommission eine Beschwerde zur Entscheidung angenommen, stellte sie ggf. einen Verstoß gegen die EMRK fest und versuchte, eine gütliche Streitbeilegung herbeizuführen. Die Kommission fungierte somit als Filter für den Gerichtshof. Ihre Entscheidung war nicht rechtsverbindlich, sondern hatte lediglich Empfehlungscharakter.
Kam keine gütliche Einigung zustande, konnten entweder die Kommission (nach entsprechender Stellungnahme gegenüber dem Ministerkomitee des Europarats) oder einer der betroffenen Mitgliedstaaten den EGMR anrufen, wenn der beklagte Staat sich zuvor der Gerichtsbarkeit des EGMR unterworfen hatte. Das Urteil des EGMR war dann rechtsverbindlich.

## Auflösung und Folgen
Aufgrund der stark zunehmenden Zahl der Beschwerden kam es zu einer Reform der Überwachungsorgane der Europäischen Menschenrechtskonvention, die in Gestalt des 11. Zusatzprotokolls am 1. November 1998 in Kraft trat. Durch dieses Protokoll wurde die Kommission abgeschafft und der Gerichtshof zu einem ständigen umgestaltet, der seitdem ausschließlich für die Beschwerden zuständig ist.
Die Berichte und Entscheidungen der Europäischen Kommission für Menschenrechte finden sich in vom Europarat herausgegebenen Bänden, die "Decisions and reports / European Commission of Human Rights = Décisions et rapports / Commission Européenne des Droits de l'Homme" heißen. 